# Little Samson
Little Samson är ett plattformsspel till NES från 1992. Spelet utvecklades av företaget Takeru och lanserades av företaget Taito. I Japan blev spelets namn Seirei Densetsu LICKLE, vilket kan översättas till "Lickle: Den heliga klockans legend". Spelet är känt som en av den ovanligaste licensierade spelen till NES och det beror på att spelet släpptes sent och i limiterade utgåvor, med lite reklam och annonsering för spelet.